# Tour d'Espagne 2005
Le Tour d'Espagne 2005 s'est déroulé entre le 27 août et le 18 septembre. C'est la 60e édition de cette épreuve cycliste, la première dans le cadre de l'UCI ProTour. Le vainqueur est l'Espagnol Roberto Heras, qui devient détenteur du record de succès à la Vuelta. De 2006 à 2012, la victoire a été attribuée au Russe Denis Menchov, deuxième du classement général, car Heras a été disqualifié pour dopage. Heras s'est vu réattribuer la victoire en raison d'irrégularités dans l'analyse de ses échantillons.

## Participation

### Equipes
Cette Vuelta est la première organisée dans le cadre de l'UCI ProTour. Les vingt équipes labellisées ProTour doivent participer à cette course. Deux équipes continentales professionnelles espagnoles sont invitées par les organisateurs : Relax-Fuenlabrada et Comunidad Valenciana. 
On retrouve six équipes espagnoles, quatre équipes italiennes et Françaises, deux allemandes et belges, une danoise, une néerlandaise, une suisse et une américaine. C'est la première participation pour l'équipe Domina Vacanze-De Nardi et pour la Liquigas-Bianchi, alors que c'est la vingt-sixième pour Illes Balears-Caisse d'Épargne et Comunidad Valenciana.
| ProTeams (20)- Liberty Seguros-Würth - Phonak Hearing Systems - Illes Balears-Caisse d'Épargne - Bouygues Télécom - Cofidis-Le Crédit par Téléphone - Crédit Agricole - Davitamon-Lotto - Discovery Channel - Domina Vacanze-De Nardi - Euskaltel-Euskadi - Fassa Bortolo - La Française des jeux - Gerolsteiner - Lampre-Caffita - Liquigas-Bianchi - Quick Step-Innergetic - Rabobank - Saunier Duval-Prodir - CSC - T-Mobile Équipes continentales professionnelles (2)- Comunidad Valenciana - Relax-Fuenlabrada |
| |

## Déroulement de la course
Au départ, le grimpeur espagnol Roberto Heras, double vainqueur sortant, fait figure de grand favori. Il remporte d'ailleurs la première étape de montagne arrivant à Valdelinares et se pare ainsi du maillot de leader. À la suite du premier contre-la-montre disputé à Lloret de Mar, c'est le Russe Denis Menchov qui prend la tête du classement général, avant de résister aux grimpeurs espagnols dans les quatre étapes de montagne qui suivent. Victime d'une chute lors de la 12e étape, Heras semble devoir se résigner à assister au triomphe du coureur russe.
Pourtant, l'Espagnol parvient à renverser la course dans la dernière étape de montagne menant à la station de ski de Valgrande. En attaquant loin de l'arrivée, et grâce au soutien de trois de ses équipiers glissés dans l'échappée matinale, Heras remporte l'étape et repousse Menchov à cinq minutes. En terminant deuxième du dernier contre-la-montre à la veille de l'arrivée, Heras créé la surprise et assure sa quatrième victoire dans la Vuelta, ce qui en fait le recordman des victoires devant le Suisse Tony Rominger.

## Attribution de la victoire
Lors de la vingtième étape, Roberto Heras fait l'objet d'un contrôle positif à l'EPO. Ce résultat est annoncé un mois après sa victoire. En 2006, la Fédération royale espagnole de cyclisme suspend Heras pour deux ans et le disqualifie. La victoire est alors attribuée à Denis Menchov.
Roberto Heras conteste cette décision devant la justice administrative espagnole. En juin 2011, la chambre du contentieux administratif du Tribunal supérieur de justice de Castille-et-León casse la décision de fédération espagnole en raison d'irrégularités dans l'analyse des échantillons : les échantillons A et B ont été examinés par la même personne, ils avaient été transportés par des personnes non identifiées et non réfrigérés. La fédération fait appel de cette décision. Cet appel est rejeté le 21 décembre 2012 par la cour suprême espagnole. Roberto Heras est par conséquent déclaré à nouveau vainqueur de la Vuelta 2005,,,.

## Étapes
| Détail    | Date      | Villes étapes                            | km     | Vainqueur d'étape     | Leader du classement général |
| 1re étape | 27 août   | Grenade - Grenade                        | 9 CLM  | Denis Menchov         | Denis Menchov                |
| 2e étape  | 28 août   | Grenade - Cordoue                        | 189    | Non-attribué          | Bradley McGee                |
| 3e étape  | 29 août   | Cordoue - Puertollano                    | 153    | Alessandro Petacchi   | Bradley McGee                |
| 4e étape  | 30 août   | Ciudad Real - Argamasilla de Alba        | 232    | Alessandro Petacchi   | Bradley McGee                |
| 5e étape  | 31 août   | Alcazar de San Juan - Cuenca             | 176    | Thor Hushovd          | Bradley McGee                |
| 6e étape  | 1er sept. | Cuenca - Valdelinares                    | 217    | Roberto Heras         | Roberto Heras                |
| 7e étape  | 2 sept.   | Teruel - Vinaròs                         | 212.5  | Max van Heeswijk      | Roberto Heras                |
| 8e étape  | 3 sept.   | Tarragone - Lloret del Mar               | 189    | Alessandro Petacchi   | Roberto Heras                |
| 9e étape  | 4 sept.   | Lloret del Mar - Lloret del Mar          | 48 CLM | Denis Menchov         | Denis Menchov                |
| 10e étape | 5 sept.   | La Vall d'en Bas - Ordino-Arcalis        | 206    | Francisco Mancebo     | Denis Menchov                |
| 11e étape | 6 sept.   | Andorre - Aramón Cerler                  | 186    | Roberto Laiseka       | Denis Menchov                |
| 12e étape | 8 sept.   | Logroño - Burgos                         | 148    | Alessandro Petacchi   | Denis Menchov                |
| 13e étape | 9 sept.   | Burgos - La Bien Aparecida               | 196    | Samuel Sánchez        | Denis Menchov                |
| 14e étape | 10 sept.  | La Penilla - Lacs de Covadonga           | 172    | Eladio Jiménez        | Denis Menchov                |
| 15e étape | 11 sept.  | Cangas de Onís - Valgrande Pajares       | 191    | Roberto Heras         | Roberto Heras                |
| 16e étape | 13 sept.  | Leon - Valladolid                        | 162.5  | Paolo Bettini         | Roberto Heras                |
| 17e étape | 14 sept.  | El Espinar - Real Sitio de San Ildefonso | 165    | Carlos García Quesada | Roberto Heras                |
| 18e étape | 15 sept.  | Avila - Avila                            | 198    | Nicki Sørensen        | Roberto Heras                |
| 19e étape | 16 sept.  | San Martín de Valdeiglesias - Alcobendas | 143    | Heinrich Haussler     | Roberto Heras                |
| 20e étape | 17 sept.  | Guadalajara - Alcalá de Henares          | 39 CLM | Rubén Plaza           | Roberto Heras                |
| 21e étape | 18 sept.  | Madrid - Madrid                          | 140    | Alessandro Petacchi   | Roberto Heras                |

## Classements

### Classement général
| \| Classement général \| Classement général \| Classement général \| Classement général \| Classement général \| \| Coureur \| Coureur \| Pays \| Équipe \| Temps \| \| ------------------ \| --------------------- \| ------------------ \| ------------------------------- \| ------------------ \| \| 1er \| Roberto Heras \| Espagne \| Liberty Seguros-Würth \| 82 h 22 min 55 s \| \| 2e \| Denis Menchov \| Russie \| Rabobank \| + 4 min 36 s \| \| 3e \| Carlos Sastre \| Espagne \| CSC \| + 4 min 54 s \| \| 4e \| Francisco Mancebo \| Espagne \| Illes Balears-Caisse d'Épargne \| + 5 min 58 s \| \| 5e \| Carlos García Quesada \| Espagne \| Comunidad Valenciana \| + 8 min 06 s \| \| 6e \| Rubén Plaza \| Espagne \| Comunidad Valenciana \| + 11 min 36 s \| \| 7e \| Óscar Sevilla \| Espagne \| T-Mobile \| + 13 min 22 s \| \| 8e \| Tom Danielson \| États-Unis \| Discovery Channel \| DQ \| \| 9e \| Mauricio Ardila \| Colombie \| Davitamon-Lotto \| + 18 min 15 s \| \| 10e \| Juan Miguel Mercado \| Espagne \| Quick Step-Innergetic \| + 18 min 31 s \| \| 11e \| Samuel Sánchez \| Espagne \| Euskaltel-Euskadi \| + 20 min 12 s \| \| 12e \| Michele Scarponi \| Italie \| Liberty Seguros-Würth \| + 31 min 44 s \| \| 13e \| David Blanco \| Espagne \| Comunidad Valenciana \| + 34 min 57 s \| \| 14e \| Koos Moerenhout \| Pays-Bas \| Davitamon-Lotto \| + 35 min 03 s \| \| 15e \| Josep Jufré \| Espagne \| Relax-Fuenlabrada \| + 35 min 33 s \| \| 16e \| Mario Aerts \| Belgique \| Davitamon-Lotto \| + 36 min 18 s \| \| 17e \| Daniel Atienza \| Espagne \| Cofidis-Le Crédit par Téléphone \| + 36 min 23 s \| \| 18e \| Unai Osa \| Espagne \| Illes Balears-Caisse d'Épargne \| + 37 min 14 s \| \| 19e \| Marcos Serrano \| Espagne \| Liberty Seguros-Würth \| + 38 min 37 s \| \| 20e \| Pablo Lastras \| Espagne \| Illes Balears-Caisse d'Épargne \| + 40 min 45 s \| \| 21e \| Alexandre Botcharov \| Russie \| Crédit Agricole \| + 42 min 14 s \| \| 22e \| Roberto Laiseka \| Espagne \| Euskaltel-Euskadi \| + 47 min 46 s \| \| 23e \| Manuel Calvente \| Espagne \| CSC \| + 50 min 35 s \| \| 24e \| Sylwester Szmyd \| Pologne \| Lampre-Caffita \| + 50 min 50 s \| \| 25e \| Stijn Devolder \| Belgique \| Discovery Channel \| + 50 min 50 s \| |                       |            |                                 |                  |
| |                       |            |                                 |                  |
| Source : ProCyclingStats |                       |            |                                 |                  |
| Classement général |                       |            |                                 |                  |
| Coureur | Coureur               | Pays       | Équipe                          | Temps            |
| 1er | Roberto Heras         | Espagne    | Liberty Seguros-Würth           | 82 h 22 min 55 s |
| 2e | Denis Menchov         | Russie     | Rabobank                        | + 4 min 36 s     |
| 3e | Carlos Sastre         | Espagne    | CSC                             | + 4 min 54 s     |
| 4e | Francisco Mancebo     | Espagne    | Illes Balears-Caisse d'Épargne  | + 5 min 58 s     |
| 5e | Carlos García Quesada | Espagne    | Comunidad Valenciana            | + 8 min 06 s     |
| 6e | Rubén Plaza           | Espagne    | Comunidad Valenciana            | + 11 min 36 s    |
| 7e | Óscar Sevilla         | Espagne    | T-Mobile                        | + 13 min 22 s    |
| 8e | Tom Danielson         | États-Unis | Discovery Channel               | DQ               |
| 9e | Mauricio Ardila       | Colombie   | Davitamon-Lotto                 | + 18 min 15 s    |
| 10e | Juan Miguel Mercado   | Espagne    | Quick Step-Innergetic           | + 18 min 31 s    |
| 11e | Samuel Sánchez        | Espagne    | Euskaltel-Euskadi               | + 20 min 12 s    |
| 12e | Michele Scarponi      | Italie     | Liberty Seguros-Würth           | + 31 min 44 s    |
| 13e | David Blanco          | Espagne    | Comunidad Valenciana            | + 34 min 57 s    |
| 14e | Koos Moerenhout       | Pays-Bas   | Davitamon-Lotto                 | + 35 min 03 s    |
| 15e | Josep Jufré           | Espagne    | Relax-Fuenlabrada               | + 35 min 33 s    |
| 16e | Mario Aerts           | Belgique   | Davitamon-Lotto                 | + 36 min 18 s    |
| 17e | Daniel Atienza        | Espagne    | Cofidis-Le Crédit par Téléphone | + 36 min 23 s    |
| 18e | Unai Osa              | Espagne    | Illes Balears-Caisse d'Épargne  | + 37 min 14 s    |
| 19e | Marcos Serrano        | Espagne    | Liberty Seguros-Würth           | + 38 min 37 s    |
| 20e | Pablo Lastras         | Espagne    | Illes Balears-Caisse d'Épargne  | + 40 min 45 s    |
| 21e | Alexandre Botcharov   | Russie     | Crédit Agricole                 | + 42 min 14 s    |
| 22e | Roberto Laiseka       | Espagne    | Euskaltel-Euskadi               | + 47 min 46 s    |
| 23e | Manuel Calvente       | Espagne    | CSC                             | + 50 min 35 s    |
| 24e | Sylwester Szmyd       | Pologne    | Lampre-Caffita                  | + 50 min 50 s    |
| 25e | Stijn Devolder        | Belgique   | Discovery Channel               | + 50 min 50 s    |

* L'Espagnol Roberto Heras, vainqueur de l'épreuve, est contrôlé positif à l'EPO. Le 6 février 2006, il est déclassé et perd donc sa victoire au profit de son dauphin, Denis Menchov.
Le 24 décembre 2012, il est réintégré au classement final et est donc déclaré à nouveau vainqueur.

### Classements annexes
| Classement par points | Classement par points | Classement par points | Classement par points          | Classement par points |
| Coureur               | Coureur               | Pays                  | Équipe                         | Points                |
| --------------------- | --------------------- | --------------------- | ------------------------------ | --------------------- |
| 1er                   | Alessandro Petacchi   | Italie                | Fassa Bortolo                  | 169 pts               |
| 2e                    | Roberto Heras         | Espagne               | Liberty Seguros-Würth          | 169 pts               |
| 3e                    | Denis Menchov         | Russie                | Rabobank                       | 142 pts               |
| 4e                    | Carlos Sastre         | Espagne               | CSC                            | 124 pts               |
| 5e                    | Erik Zabel            | Allemagne             | T-Mobile                       | 118 pts               |
| 6e                    | Francisco Mancebo     | Espagne               | Illes Balears-Caisse d'Épargne | 117 pts               |
| 7e                    | Carlos García Quesada | Espagne               | Comunidad Valenciana           | 91 pts                |
| 8e                    | Rubén Plaza           | Espagne               | Comunidad Valenciana           | 91 pts                |
| 9e                    | Samuel Sánchez        | Espagne               | Euskaltel-Euskadi              | 90 pts                |
| 10e                   | Heinrich Haussler     | Allemagne             | Gerolsteiner                   | 77 pts                |

| Classement par points | Classement par points | Classement par points | Classement par points          | Classement par points |
| Coureur               | Coureur               | Pays                  | Équipe                         | Points                |
| --------------------- | --------------------- | --------------------- | ------------------------------ | --------------------- |
| 1er                   | Alessandro Petacchi   | Italie                | Fassa Bortolo                  | 169 pts               |
| 2e                    | Roberto Heras         | Espagne               | Liberty Seguros-Würth          | 169 pts               |
| 3e                    | Denis Menchov         | Russie                | Rabobank                       | 142 pts               |
| 4e                    | Carlos Sastre         | Espagne               | CSC                            | 124 pts               |
| 5e                    | Erik Zabel            | Allemagne             | T-Mobile                       | 118 pts               |
| 6e                    | Francisco Mancebo     | Espagne               | Illes Balears-Caisse d'Épargne | 117 pts               |
| 7e                    | Carlos García Quesada | Espagne               | Comunidad Valenciana           | 91 pts                |
| 8e                    | Rubén Plaza           | Espagne               | Comunidad Valenciana           | 91 pts                |
| 9e                    | Samuel Sánchez        | Espagne               | Euskaltel-Euskadi              | 90 pts                |
| 10e                   | Heinrich Haussler     | Allemagne             | Gerolsteiner                   | 77 pts                |

| Classement de la montagne | Classement de la montagne | Classement de la montagne | Classement de la montagne      | Classement de la montagne |
| Coureur                   | Coureur                   | Pays                      | Équipe                         | Points                    |
| ------------------------- | ------------------------- | ------------------------- | ------------------------------ | ------------------------- |
| 1er                       | Joaquim Rodríguez         | Espagne                   | Saunier Duval-Prodir           | 200 pts                   |
| 2e                        | Eladio Jiménez            | Espagne                   | Comunidad Valenciana           | 166 pts                   |
| 3e                        | Roberto Heras             | Espagne                   | Liberty Seguros-Würth          | 110 pts                   |
| 4e                        | Denis Menchov             | Russie                    | Rabobank                       | 72 pts                    |
| 5e                        | Francisco Mancebo         | Espagne                   | Illes Balears-Caisse d'Épargne | 65 pts                    |
| 6e                        | Carlos García Quesada     | Espagne                   | Comunidad Valenciana           | 65 pts                    |
| 7e                        | Carlos Sastre             | Espagne                   | CSC                            | 63 pts                    |
| 8e                        | Íñigo Cuesta              | Espagne                   | Saunier Duval-Prodir           | 52 pts                    |
| 9e                        | Pablo Lastras             | Espagne                   | Illes Balears-Caisse d'Épargne | 49 pts                    |
| 10e                       | Gilberto Simoni           | Italie                    | Lampre-Caffita                 | 43 pts                    |

| Classement de la montagne | Classement de la montagne | Classement de la montagne | Classement de la montagne      | Classement de la montagne |
| Coureur                   | Coureur                   | Pays                      | Équipe                         | Points                    |
| ------------------------- | ------------------------- | ------------------------- | ------------------------------ | ------------------------- |
| 1er                       | Joaquim Rodríguez         | Espagne                   | Saunier Duval-Prodir           | 200 pts                   |
| 2e                        | Eladio Jiménez            | Espagne                   | Comunidad Valenciana           | 166 pts                   |
| 3e                        | Roberto Heras             | Espagne                   | Liberty Seguros-Würth          | 110 pts                   |
| 4e                        | Denis Menchov             | Russie                    | Rabobank                       | 72 pts                    |
| 5e                        | Francisco Mancebo         | Espagne                   | Illes Balears-Caisse d'Épargne | 65 pts                    |
| 6e                        | Carlos García Quesada     | Espagne                   | Comunidad Valenciana           | 65 pts                    |
| 7e                        | Carlos Sastre             | Espagne                   | CSC                            | 63 pts                    |
| 8e                        | Íñigo Cuesta              | Espagne                   | Saunier Duval-Prodir           | 52 pts                    |
| 9e                        | Pablo Lastras             | Espagne                   | Illes Balears-Caisse d'Épargne | 49 pts                    |
| 10e                       | Gilberto Simoni           | Italie                    | Lampre-Caffita                 | 43 pts                    |

| Classement par équipes | Classement par équipes         | Classement par équipes | Classement par équipes |
| Équipe                 | Équipe                         | Pays                   | Temps                  |
| ---------------------- | ------------------------------ | ---------------------- | ---------------------- |
| 1re                    | Comunidad Valenciana           | Espagne                | 246 h 55 min 45 s      |
| 2e                     | Illes Balears-Caisse d'Épargne | Espagne                | + 54 min 02 s          |
| 3e                     | CSC                            | Danemark               | + 1 h 00 min 30 s      |
| 4e                     | Liberty Seguros-Würth          | Espagne                | + 1 h 14 min 42 s      |
| 5e                     | Davitamon-Lotto                | Belgique               | + 1 h 15 min 25 s      |
| 6e                     | Phonak Hearing Systems         | Suisse                 | + 1 h 16 min 16 s      |
| 7e                     | Euskaltel-Euskadi              | Espagne                | + 1 h 23 min 27 s      |
| 8e                     | T-Mobile                       | Allemagne              | + 1 h 59 min 03 s      |
| 9e                     | Discovery Channel              | États-Unis             | + 2 h 03 min 37 s      |
| 10e                    | Saunier Duval-Prodir           | Espagne                | + 2 h 14 min 00 s      |

| Classement par équipes | Classement par équipes         | Classement par équipes | Classement par équipes |
| Équipe                 | Équipe                         | Pays                   | Temps                  |
| ---------------------- | ------------------------------ | ---------------------- | ---------------------- |
| 1re                    | Comunidad Valenciana           | Espagne                | 246 h 55 min 45 s      |
| 2e                     | Illes Balears-Caisse d'Épargne | Espagne                | + 54 min 02 s          |
| 3e                     | CSC                            | Danemark               | + 1 h 00 min 30 s      |
| 4e                     | Liberty Seguros-Würth          | Espagne                | + 1 h 14 min 42 s      |
| 5e                     | Davitamon-Lotto                | Belgique               | + 1 h 15 min 25 s      |
| 6e                     | Phonak Hearing Systems         | Suisse                 | + 1 h 16 min 16 s      |
| 7e                     | Euskaltel-Euskadi              | Espagne                | + 1 h 23 min 27 s      |
| 8e                     | T-Mobile                       | Allemagne              | + 1 h 59 min 03 s      |
| 9e                     | Discovery Channel              | États-Unis             | + 2 h 03 min 37 s      |
| 10e                    | Saunier Duval-Prodir           | Espagne                | + 2 h 14 min 00 s      |

| Classement du combiné | Classement du combiné | Classement du combiné | Classement du combiné          | Classement du combiné |
| Coureur               | Coureur               | Pays                  | Équipe                         | Points                |
| --------------------- | --------------------- | --------------------- | ------------------------------ | --------------------- |
| 1er                   | Roberto Heras         | Espagne               | Liberty Seguros-Würth          | 6 pts                 |
| 2e                    | Denis Menchov         | Russie                | Rabobank                       | 9 pts                 |
| 3e                    | Carlos Sastre         | Espagne               | CSC                            | 14 pts                |
| 4e                    | Francisco Mancebo     | Espagne               | Illes Balears-Caisse d'Épargne | 15 pts                |
| 5e                    | Carlos García Quesada | Espagne               | Comunidad Valenciana           | 18 pts                |
| 6e                    | Mauricio Ardila       | Colombie              | Davitamon-Lotto                | 33 pts                |
| 7e                    | Samuel Sánchez        | Espagne               | Euskaltel-Euskadi              | 38 pts                |
| 8e                    | Pablo Lastras         | Espagne               | Illes Balears-Caisse d'Épargne | 42 pts                |
| 9e                    | Rubén Plaza           | Espagne               | Comunidad Valenciana           | 43 pts                |
| 10e                   | David Blanco          | Espagne               | Comunidad Valenciana           | 47 pts                |

| Classement du combiné | Classement du combiné | Classement du combiné | Classement du combiné          | Classement du combiné |
| Coureur               | Coureur               | Pays                  | Équipe                         | Points                |
| --------------------- | --------------------- | --------------------- | ------------------------------ | --------------------- |
| 1er                   | Roberto Heras         | Espagne               | Liberty Seguros-Würth          | 6 pts                 |
| 2e                    | Denis Menchov         | Russie                | Rabobank                       | 9 pts                 |
| 3e                    | Carlos Sastre         | Espagne               | CSC                            | 14 pts                |
| 4e                    | Francisco Mancebo     | Espagne               | Illes Balears-Caisse d'Épargne | 15 pts                |
| 5e                    | Carlos García Quesada | Espagne               | Comunidad Valenciana           | 18 pts                |
| 6e                    | Mauricio Ardila       | Colombie              | Davitamon-Lotto                | 33 pts                |
| 7e                    | Samuel Sánchez        | Espagne               | Euskaltel-Euskadi              | 38 pts                |
| 8e                    | Pablo Lastras         | Espagne               | Illes Balears-Caisse d'Épargne | 42 pts                |
| 9e                    | Rubén Plaza           | Espagne               | Comunidad Valenciana           | 43 pts                |
| 10e                   | David Blanco          | Espagne               | Comunidad Valenciana           | 47 pts                |

### Évolution des classements
| Étape              | Vainqueur             | Classement général | Classement par points | Classement de la montagne | Classement du combiné | Classement par équipes |
| ------------------ | --------------------- | ------------------ | --------------------- | ------------------------- | --------------------- | ---------------------- |
| 1                  | Denis Menchov         | Denis Menchov      | Denis Menchov         | Rik Verbrugghe            | Denis Menchov         | Team CSC               |
| 2                  | Non-attribué          | Bradley McGee      | Bradley McGee         | Leonardo Bertagnolli      | Leonardo Bertagnolli  | Liberty Seguros-Würth  |
| 3                  | Alessandro Petacchi   | Bradley McGee      | Bradley McGee         | Joaquim Rodríguez         | Leonardo Bertagnolli  | Liberty Seguros-Würth  |
| 4                  | Alessandro Petacchi   | Bradley McGee      | Alessandro Petacchi   | Joaquim Rodríguez         | Bradley McGee         | Liberty Seguros-Würth  |
| 5                  | Thor Hushovd          | Bradley McGee      | Thor Hushovd          | Joaquim Rodríguez         | Bradley McGee         | Liberty Seguros-Würth  |
| 6                  | Roberto Heras         | Roberto Heras      | Thor Hushovd          | Roberto Heras             | Roberto Heras         | Liberty Seguros-Würth  |
| 7                  | Max van Heeswijk      | Roberto Heras      | Thor Hushovd          | Eladio Jiménez            | Roberto Heras         | Liberty Seguros-Würth  |
| 8                  | Alessandro Petacchi   | Roberto Heras      | Thor Hushovd          | Eladio Jiménez            | Roberto Heras         | Liberty Seguros-Würth  |
| 9                  | Denis Menchov         | Denis Menchov      | Thor Hushovd          | Eladio Jiménez            | Denis Menchov         | Comunidad Valenciana   |
| 10                 | Francisco Mancebo     | Denis Menchov      | Thor Hushovd          | Eladio Jiménez            | Denis Menchov         | Comunidad Valenciana   |
| 11                 | Roberto Laiseka       | Denis Menchov      | Denis Menchov         | Joaquim Rodriguez         | Denis Menchov         | Comunidad Valenciana   |
| 12                 | Alessandro Petacchi   | Denis Menchov      | Denis Menchov         | Joaquim Rodriguez         | Denis Menchov         | Comunidad Valenciana   |
| 13                 | Samuel Sanchez        | Denis Menchov      | Denis Menchov         | Joaquim Rodriguez         | Denis Menchov         | Comunidad Valenciana   |
| 14                 | Eladio Jiménez        | Denis Menchov      | Denis Menchov         | Joaquim Rodriguez         | Denis Menchov         | Comunidad Valenciana   |
| 15                 | Roberto Heras         | Roberto Heras      | Roberto Heras         | Joaquim Rodriguez         | Roberto Heras         | Comunidad Valenciana   |
| 16                 | Paolo Bettini         | Roberto Heras      | Roberto Heras         | Joaquim Rodriguez         | Roberto Heras         | Comunidad Valenciana   |
| 17                 | Carlos García Quesada | Roberto Heras      | Roberto Heras         | Joaquim Rodriguez         | Roberto Heras         | Comunidad Valenciana   |
| 18                 | Nicki Sørensen        | Roberto Heras      | Roberto Heras         | Joaquim Rodriguez         | Roberto Heras         | Comunidad Valenciana   |
| 19                 | Heinrich Haussler     | Roberto Heras      | Roberto Heras         | Joaquim Rodriguez         | Roberto Heras         | Comunidad Valenciana   |
| 20                 | Rubén Plaza           | Roberto Heras      | Roberto Heras         | Joaquim Rodriguez         | Roberto Heras         | Comunidad Valenciana   |
| 21                 | Alessandro Petacchi   | Roberto Heras      | Alessandro Petacchi   | Joaquim Rodriguez         | Roberto Heras         | Comunidad Valenciana   |
| Classements finaux | Classements finaux    | Roberto Heras      | Alessandro Petacchi   | Joaquim Rodriguez         | Roberto Heras         | Comunidad Valenciana   |

## Liste des partants
| Légende                          | Légende                                                                                                  | Légende                             | Légende                                                                                          |
| -------------------------------- | --- | ----------------------------------- | ------------------------------------------------------------------------------------------------ |
| Num                              | Dossard de départ porté par le coureur sur cette Vuelta                                                  | Pos.                                | Position finale au classement général                                                            |
| Leader du classement général     | Indique le vainqueur du classement général                                                               | Leader du classement de la montagne | Indique le vainqueur du classement de la montagne                                                |
| Leader du classement par points  | Indique le vainqueur du classement par points                                                            | Leader du classement du combiné     | Indique le vainqueur du Classement du combiné                                                    |
| Leader du classement par équipes | Indique la meilleure équipe                                                                              |                                     | Indique un maillot de champion national ou mondial, suivi de sa spécialité                       |
| NP                               | Indique un coureur qui n'a pas pris le départ d'une étape, suivi du numéro de l'étape où il s'est retiré | AB                                  | Indique un coureur qui n'a pas terminé une étape, suivie du numéro de l'étape où il s'est retiré |
| HD                               | Indique un coureur qui a terminé une étape hors des délais, suivi du numéro de l'étape                   | EX                                  | Indique un coureur exclu pour non-respect du règlement                                           |

| Liberty Seguros-Würth LSW | Liberty Seguros-Würth LSW       | Liberty Seguros-Würth LSW |
| ------------------------- | ------------------------------- | ------------------------- |
| Num                       | Coureur                         | Pos                       |
| 1                         | Roberto Heras (ESP)             |                           |
| 2                         | Dariusz Baranowski (POL)        |                           |
| 3                         | Joseba Beloki (ESP)             |                           |
| 4                         | Igor González de Galdeano (ESP) |                           |
| 5                         | Giampaolo Caruso (ITA)          |                           |
| 6                         | Isidro Nozal (ESP)              |                           |
| 7                         | Michele Scarponi (ITA)          |                           |
| 8                         | Marcos Serrano (ESP)            |                           |
| 9                         | Ángel Vicioso (ESP)             |                           |

| Phonak Hearing Systems PHO | Phonak Hearing Systems PHO           | Phonak Hearing Systems PHO |
| -------------------------- | ------------------------------------ | -------------------------- |
| Num                        | Coureur                              | Pos                        |
| 11                         | Santiago Botero (COL)                |                            |
| 12                         | Martin Elmiger (SUI)                 |                            |
| 13                         | Santos González (ESP)                |                            |
| 14                         | José Ignacio Gutiérrez (ESP)         |                            |
| 15                         | José Enrique Gutiérrez (ESP)         |                            |
| 16                         | Floyd Landis (USA)                   |                            |
| 17                         | Miguel Ángel Martín Perdiguero (ESP) |                            |
| 18                         | Víctor Hugo Peña (COL)               |                            |
| 19                         | Óscar Pereiro (ESP)                  |                            |

| Illes Balears-Caisse d'Épargne IBA | Illes Balears-Caisse d'Épargne IBA | Illes Balears-Caisse d'Épargne IBA |
| ---------------------------------- | ---------------------------------- | ---------------------------------- |
| Num                                | Coureur                            | Pos                                |
| 21                                 | Francisco Mancebo (ESP)            |                                    |
| 22                                 | José Vicente García Acosta (ESP)   |                                    |
| 23                                 | José Iván Gutiérrez (ESP)          |                                    |
| 24                                 | Joan Horrach (ESP)                 |                                    |
| 25                                 | Francisco Pérez Sánchez (ESP)      |                                    |
| 26                                 | Pablo Lastras (ESP)                |                                    |
| 27                                 | Mikel Pradera (ESP)                |                                    |
| 28                                 | Aitor Osa (ESP)                    |                                    |
| 29                                 | Unai Osa (ESP)                     |                                    |

| Bouygues Telecom BTL | Bouygues Telecom BTL     | Bouygues Telecom BTL |
| -------------------- | ------------------------ | -------------------- |
| Num                  | Coureur                  | Pos                  |
| 31                   | Anthony Charteau (FRA)   |                      |
| 32                   | Sébastien Chavanel (FRA) |                      |
| 33                   | Yohann Gène (FRA)        |                      |
| 34                   | Pierrick Fédrigo (FRA)   |                      |
| 35                   | Anthony Geslin (FRA)     |                      |
| 36                   | Christophe Kern (FRA)    |                      |
| 37                   | Franck Renier (FRA)      |                      |
| 38                   | Thomas Voeckler (FRA)    |                      |
| 39                   | Unai Yus (ESP)           |                      |

| Comunidad Valenciana KEL | Comunidad Valenciana KEL       | Comunidad Valenciana KEL |
| ------------------------ | ------------------------------ | ------------------------ |
| Num                      | Coureur                        | Pos                      |
| 41                       | Ángel Casero (ESP)             |                          |
| 42                       | David Bernabéu (ESP)           |                          |
| 43                       | David Blanco (ESP)             |                          |
| 44                       | Adolfo García Quesada (ESP)    |                          |
| 45                       | Carlos García Quesada (ESP)    |                          |
| 46                       | Eladio Jiménez (ESP)           |                          |
| 47                       | David Latasa (ESP)             |                          |
| 48                       | Javier Pascual Rodríguez (ESP) |                          |
| 49                       | Rubén Plaza (ESP)              |                          |

| Cofidis-Le Crédit par Téléphone COF | Cofidis-Le Crédit par Téléphone COF | Cofidis-Le Crédit par Téléphone COF |
| ----------------------------------- | ----------------------------------- | ----------------------------------- |
| Num                                 | Coureur                             | Pos                                 |
| 51                                  | Daniel Atienza (ESP)                |                                     |
| 52                                  | Leonardo Bertagnolli (ITA)          |                                     |
| 53                                  | Jimmy Casper (FRA)                  |                                     |
| 54                                  | Arnaud Coyot (FRA)                  |                                     |
| 55                                  | Bingen Fernández (ESP)              |                                     |
| 56                                  | Christophe Edaleine (FRA)           |                                     |
| 57                                  | Hervé Duclos-Lassalle (FRA)         |                                     |
| 58                                  | Luis Pérez Rodríguez (ESP)          |                                     |
| 59                                  | Staf Scheirlinckx (BEL)             |                                     |

| Crédit Agricole C.A | Crédit Agricole C.A       | Crédit Agricole C.A |
| ------------------- | ------------------------- | ------------------- |
| Num                 | Coureur                   | Pos                 |
| 61                  | Francesco Bellotti (ITA)  |                     |
| 62                  | Alexandre Botcharov (RUS) |                     |
| 63                  | Julian Dean (NZL)         |                     |
| 64                  | Thor Hushovd (NOR)        |                     |
| 65                  | Sébastien Joly (FRA)      |                     |
| 66                  | Christophe Le Mével (FRA) |                     |
| 67                  | Éric Leblacher (FRA)      |                     |
| 68                  | Benoît Poilvet (FRA)      |                     |
| 69                  | Nicolas Vogondy (FRA)     |                     |

| Davitamon-Lotto DVL | Davitamon-Lotto DVL    | Davitamon-Lotto DVL |
| ------------------- | ---------------------- | ------------------- |
| Num                 | Coureur                | Pos                 |
| 71                  | Mauricio Ardila (COL)  |                     |
| 72                  | Bart Dockx (BEL)       |                     |
| 73                  | Nick Gates (AUS)       |                     |
| 74                  | Mario Aerts (BEL)      |                     |
| 75                  | Koos Moerenhout (NED)  |                     |
| 76                  | Gert Steegmans (BEL)   |                     |
| 77                  | Tom Steels (BEL)       |                     |
| 78                  | Léon van Bon (NED)     |                     |
| 79                  | Preben Van Hecke (BEL) |                     |

| Discovery Channel DSC | Discovery Channel DSC  | Discovery Channel DSC |
| --------------------- | ---------------------- | --------------------- |
| Num                   | Coureur                | Pos                   |
| 81                    | José Azevedo (POR)     |                       |
| 82                    | Manuel Beltrán (ESP)   |                       |
| 83                    | Tom Danielson (USA)    |                       |
| 84                    | Stijn Devolder (BEL)   |                       |
| 85                    | Leif Hoste (BEL)       |                       |
| 86                    | Benoît Joachim (LUX)   |                       |
| 87                    | Benjamín Noval (ESP)   |                       |
| 88                    | Michael Barry (CAN)    |                       |
| 89                    | Max van Heeswijk (NED) |                       |

| Domina Vacanze-De Nardi DOM | Domina Vacanze-De Nardi DOM | Domina Vacanze-De Nardi DOM |
| --------------------------- | --------------------------- | --------------------------- |
| Num                         | Coureur                     | Pos                         |
| 91                          | Simone Cadamuro (ITA)       |                             |
| 92                          | Alessandro Cortinovis (ITA) |                             |
| 93                          | Matej Jurčo (SVK)           |                             |
| 94                          | Angelo Furlan (ITA)         |                             |
| 95                          | Sergio Ghisalberti (ITA)    |                             |
| 96                          | Ruslan Ivanov (MDA)         |                             |
| 97                          | Mirco Lorenzetto (ITA)      |                             |
| 98                          | Rafael Nuritdinov (UZB)     |                             |
| 99                          | Luca Solari (ITA)           |                             |

| Euskaltel-Euskadi EUS | Euskaltel-Euskadi EUS    | Euskaltel-Euskadi EUS |
| --------------------- | ------------------------ | --------------------- |
| Num                   | Coureur                  | Pos                   |
| 101                   | Aitor González (ESP)     |                       |
| 102                   | Markel Irizar (ESP)      |                       |
| 103                   | Gorka González (ESP)     |                       |
| 104                   | Roberto Laiseka (ESP)    |                       |
| 105                   | David López García (ESP) |                       |
| 106                   | Egoi Martínez (ESP)      |                       |
| 107                   | Iban Mayo (ESP)          |                       |
| 108                   | Aketza Peña (ESP)        |                       |
| 109                   | Samuel Sánchez (ESP)     |                       |

| Fassa Bortolo FAS | Fassa Bortolo FAS             | Fassa Bortolo FAS |
| ----------------- | ----------------------------- | ----------------- |
| Num               | Coureur                       | Pos               |
| 111               | Fabio Baldato (ITA)           |                   |
| 112               | Juan Antonio Flecha (ESP)     |                   |
| 113               | Lorenzo Bernucci (ITA)        |                   |
| 114               | Alberto Ongarato (ITA)        |                   |
| 115               | Alessandro Petacchi (ITA)     |                   |
| 116               | Fabio Sacchi (ITA)            |                   |
| 117               | Julián Sánchez Pimienta (ESP) |                   |
| 118               | Matteo Tosatto (ITA)          |                   |
| 119               | Marco Velo (ITA)              |                   |

| La Française des jeux FDJ | La Française des jeux FDJ | La Française des jeux FDJ |
| ------------------------- | ------------------------- | ------------------------- |
| Num                       | Coureur                   | Pos                       |
| 121                       | Ludovic Auger (FRA)       |                           |
| 122                       | Frédéric Guesdon (FRA)    |                           |
| 123                       | Bernhard Eisel (AUT)      |                           |
| 124                       | Frédéric Finot (FRA)      |                           |
| 125                       | Bradley McGee (AUS)       |                           |
| 126                       | Ian McLeod (RSA)          |                           |
| 127                       | Jérémy Roy (FRA)          |                           |
| 128                       | Benoît Vaugrenard (FRA)   |                           |
| 129                       | Jussi Veikkanen (FIN)     |                           |

| Gerolsteiner GST | Gerolsteiner GST        | Gerolsteiner GST |
| ---------------- | ----------------------- | ---------------- |
| Num              | Coureur                 | Pos              |
| 131              | René Haselbacher (AUT)  |                  |
| 132              | Heinrich Haussler (GER) |                  |
| 133              | Sven Montgomery (SUI)   |                  |
| 134              | Volker Ordowski (GER)   |                  |
| 135              | Uwe Peschel (GER)       |                  |
| 136              | Matthias Russ (GER)     |                  |
| 137              | Torsten Schmidt (GER)   |                  |
| 138              | Marcel Strauss (SUI)    |                  |
| 139              | Thomas Ziegler (GER)    |                  |

| Lampre-Caffita LAM | Lampre-Caffita LAM       | Lampre-Caffita LAM |
| ------------------ | ------------------------ | ------------------ |
| Num                | Coureur                  | Pos                |
| 141                | Gilberto Simoni (ITA)    |                    |
| 142                | Giosuè Bonomi (ITA)      |                    |
| 143                | Giuliano Figueras (ITA)  |                    |
| 144                | Juan Fuentes (ESP)       |                    |
| 145                | Gerrit Glomser (AUT)     |                    |
| 146                | Marco Marzano (ITA)      |                    |
| 147                | Andreas Matzbacher (AUT) |                    |
| 148                | Sylwester Szmyd (POL)    |                    |
| 149                | Patxi Vila (ESP)         |                    |

| Liquigas-Bianchi LIQ | Liquigas-Bianchi LIQ    | Liquigas-Bianchi LIQ |
| -------------------- | ----------------------- | -------------------- |
| Num                  | Coureur                 | Pos                  |
| 151                  | Magnus Bäckstedt (SWE)  |                      |
| 152                  | Patrick Calcagni (SUI)  |                      |
| 153                  | Mauro Gerosa (ITA)      |                      |
| 154                  | Marcus Ljungqvist (SWE) |                      |
| 155                  | Devis Miorin (ITA)      |                      |
| 156                  | Oscar Mason (ITA)       |                      |
| 157                  | Matej Mugerli (SLO)     |                      |
| 158                  | Charles Wegelius (GBR)  |                      |
| 159                  | Marco Zanotti (ITA)     |                      |

| Quick Step-Innergetic QSI | Quick Step-Innergetic QSI      | Quick Step-Innergetic QSI |
| ------------------------- | ------------------------------ | ------------------------- |
| Num                       | Coureur                        | Pos                       |
| 161                       | Paolo Bettini (ITA)            |                           |
| 162                       | Tom Boonen (BEL)               |                           |
| 163                       | Kevin De Weert (BEL)           |                           |
| 164                       | José Antonio Garrido (ESP)     |                           |
| 165                       | Juan Miguel Mercado (ESP)      |                           |
| 166                       | Jurgen Van Goolen (BEL)        |                           |
| 167                       | José Antonio Pecharromán (ESP) |                           |
| 168                       | Guido Trenti (ITA)             |                           |
| 169                       | Rik Verbrugghe (BEL)           |                           |

| Rabobank RAB | Rabobank RAB            | Rabobank RAB |
| ------------ | ----------------------- | ------------ |
| Num          | Coureur                 | Pos          |
| 171          | Denis Menchov (RUS)     |              |
| 172          | Jan Boven (NED)         |              |
| 173          | Bram de Groot (NED)     |              |
| 174          | Mathew Hayman (AUS)     |              |
| 175          | Pedro Horrillo (ESP)    |              |
| 176          | Alexandr Kolobnev (RUS) |              |
| 177          | Niels Scheuneman (NED)  |              |
| 178          | Jukka Vastaranta (FIN)  |              |
| 179          | Thorwald Veneberg (NED) |              |

| Relax-Fuenlabrada ___ | Relax-Fuenlabrada ___    | Relax-Fuenlabrada ___ |
| --------------------- | ------------------------ | --------------------- |
| Num                   | Coureur                  | Pos                   |
| 181                   | Nacor Burgos (ESP)       |                       |
| 182                   | Moisés Dueñas (ESP)      |                       |
| 183                   | José Miguel Elías (ESP)  |                       |
| 184                   | Xavier Florencio (ESP)   |                       |
| 185                   | Jorge García Marín (ESP) |                       |
| 186                   | Josep Jufré (ESP)        |                       |
| 187                   | Daniel Moreno (ESP)      |                       |
| 188                   | Luis Pasamontes (ESP)    |                       |
| 189                   | Freddy González (COL)    |                       |

| Saunier Duval-Prodir SDV | Saunier Duval-Prodir SDV  | Saunier Duval-Prodir SDV |
| ------------------------ | ------------------------- | ------------------------ |
| Num                      | Coureur                   | Pos                      |
| 191                      | David Cañada (ESP)        |                          |
| 192                      | Ángel Gómez (ESP)         |                          |
| 193                      | Íñigo Cuesta (ESP)        |                          |
| 194                      | David de la Fuente (ESP)  |                          |
| 195                      | Rafael Casero (ESP)       |                          |
| 196                      | Leonardo Piepoli (ITA)    |                          |
| 197                      | Joaquim Rodríguez (ESP)   |                          |
| 198                      | Francisco Ventoso (ESP)   |                          |
| 199                      | Constantino Zaballa (ESP) |                          |

| CSC | CSC                         | CSC |
| --- | --------------------------- | --- |
| Num | Coureur                     | Pos |
| 201 | Carlos Sastre (ESP)         |     |
| 202 | Manuel Calvente (ESP)       |     |
| 203 | Linus Gerdemann (GER)       |     |
| 204 | Allan Johansen (DEN)        |     |
| 205 | Giovanni Lombardi (ITA)     |     |
| 206 | Andrea Peron (ITA)          |     |
| 207 | Jakob Piil (DEN)            |     |
| 208 | Nicki Sørensen (DEN)        |     |
| 209 | Christian Vande Velde (USA) |     |

| T-Mobile TMO | T-Mobile TMO              | T-Mobile TMO |
| ------------ | ------------------------- | ------------ |
| Num          | Coureur                   | Pos          |
| 211          | Óscar Sevilla (ESP)       |              |
| 212          | Rolf Aldag (GER)          |              |
| 213          | Marcus Burghardt (GER)    |              |
| 214          | André Korff (GER)         |              |
| 215          | Andreas Klier (GER)       |              |
| 216          | Bernhard Kohl (AUT)       |              |
| 217          | Francisco José Lara (ESP) |              |
| 218          | Daniele Nardello (ITA)    |              |
| 219          | Erik Zabel (GER)          |              |

| Liberty Seguros-Würth LSW | Liberty Seguros-Würth LSW       | Liberty Seguros-Würth LSW |
| ------------------------- | ------------------------------- | ------------------------- |
| Num                       | Coureur                         | Pos                       |
| 1                         | Roberto Heras (ESP)             |                           |
| 2                         | Dariusz Baranowski (POL)        |                           |
| 3                         | Joseba Beloki (ESP)             |                           |
| 4                         | Igor González de Galdeano (ESP) |                           |
| 5                         | Giampaolo Caruso (ITA)          |                           |
| 6                         | Isidro Nozal (ESP)              |                           |
| 7                         | Michele Scarponi (ITA)          |                           |
| 8                         | Marcos Serrano (ESP)            |                           |
| 9                         | Ángel Vicioso (ESP)             |                           |

| Phonak Hearing Systems PHO | Phonak Hearing Systems PHO           | Phonak Hearing Systems PHO |
| -------------------------- | ------------------------------------ | -------------------------- |
| Num                        | Coureur                              | Pos                        |
| 11                         | Santiago Botero (COL)                |                            |
| 12                         | Martin Elmiger (SUI)                 |                            |
| 13                         | Santos González (ESP)                |                            |
| 14                         | José Ignacio Gutiérrez (ESP)         |                            |
| 15                         | José Enrique Gutiérrez (ESP)         |                            |
| 16                         | Floyd Landis (USA)                   |                            |
| 17                         | Miguel Ángel Martín Perdiguero (ESP) |                            |
| 18                         | Víctor Hugo Peña (COL)               |                            |
| 19                         | Óscar Pereiro (ESP)                  |                            |

| Illes Balears-Caisse d'Épargne IBA | Illes Balears-Caisse d'Épargne IBA | Illes Balears-Caisse d'Épargne IBA |
| ---------------------------------- | ---------------------------------- | ---------------------------------- |
| Num                                | Coureur                            | Pos                                |
| 21                                 | Francisco Mancebo (ESP)            |                                    |
| 22                                 | José Vicente García Acosta (ESP)   |                                    |
| 23                                 | José Iván Gutiérrez (ESP)          |                                    |
| 24                                 | Joan Horrach (ESP)                 |                                    |
| 25                                 | Francisco Pérez Sánchez (ESP)      |                                    |
| 26                                 | Pablo Lastras (ESP)                |                                    |
| 27                                 | Mikel Pradera (ESP)                |                                    |
| 28                                 | Aitor Osa (ESP)                    |                                    |
| 29                                 | Unai Osa (ESP)                     |                                    |

| Bouygues Telecom BTL | Bouygues Telecom BTL     | Bouygues Telecom BTL |
| -------------------- | ------------------------ | -------------------- |
| Num                  | Coureur                  | Pos                  |
| 31                   | Anthony Charteau (FRA)   |                      |
| 32                   | Sébastien Chavanel (FRA) |                      |
| 33                   | Yohann Gène (FRA)        |                      |
| 34                   | Pierrick Fédrigo (FRA)   |                      |
| 35                   | Anthony Geslin (FRA)     |                      |
| 36                   | Christophe Kern (FRA)    |                      |
| 37                   | Franck Renier (FRA)      |                      |
| 38                   | Thomas Voeckler (FRA)    |                      |
| 39                   | Unai Yus (ESP)           |                      |

| Comunidad Valenciana KEL | Comunidad Valenciana KEL       | Comunidad Valenciana KEL |
| ------------------------ | ------------------------------ | ------------------------ |
| Num                      | Coureur                        | Pos                      |
| 41                       | Ángel Casero (ESP)             |                          |
| 42                       | David Bernabéu (ESP)           |                          |
| 43                       | David Blanco (ESP)             |                          |
| 44                       | Adolfo García Quesada (ESP)    |                          |
| 45                       | Carlos García Quesada (ESP)    |                          |
| 46                       | Eladio Jiménez (ESP)           |                          |
| 47                       | David Latasa (ESP)             |                          |
| 48                       | Javier Pascual Rodríguez (ESP) |                          |
| 49                       | Rubén Plaza (ESP)              |                          |

| Cofidis-Le Crédit par Téléphone COF | Cofidis-Le Crédit par Téléphone COF | Cofidis-Le Crédit par Téléphone COF |
| ----------------------------------- | ----------------------------------- | ----------------------------------- |
| Num                                 | Coureur                             | Pos                                 |
| 51                                  | Daniel Atienza (ESP)                |                                     |
| 52                                  | Leonardo Bertagnolli (ITA)          |                                     |
| 53                                  | Jimmy Casper (FRA)                  |                                     |
| 54                                  | Arnaud Coyot (FRA)                  |                                     |
| 55                                  | Bingen Fernández (ESP)              |                                     |
| 56                                  | Christophe Edaleine (FRA)           |                                     |
| 57                                  | Hervé Duclos-Lassalle (FRA)         |                                     |
| 58                                  | Luis Pérez Rodríguez (ESP)          |                                     |
| 59                                  | Staf Scheirlinckx (BEL)             |                                     |

| Crédit Agricole C.A | Crédit Agricole C.A       | Crédit Agricole C.A |
| ------------------- | ------------------------- | ------------------- |
| Num                 | Coureur                   | Pos                 |
| 61                  | Francesco Bellotti (ITA)  |                     |
| 62                  | Alexandre Botcharov (RUS) |                     |
| 63                  | Julian Dean (NZL)         |                     |
| 64                  | Thor Hushovd (NOR)        |                     |
| 65                  | Sébastien Joly (FRA)      |                     |
| 66                  | Christophe Le Mével (FRA) |                     |
| 67                  | Éric Leblacher (FRA)      |                     |
| 68                  | Benoît Poilvet (FRA)      |                     |
| 69                  | Nicolas Vogondy (FRA)     |                     |

| Davitamon-Lotto DVL | Davitamon-Lotto DVL    | Davitamon-Lotto DVL |
| ------------------- | ---------------------- | ------------------- |
| Num                 | Coureur                | Pos                 |
| 71                  | Mauricio Ardila (COL)  |                     |
| 72                  | Bart Dockx (BEL)       |                     |
| 73                  | Nick Gates (AUS)       |                     |
| 74                  | Mario Aerts (BEL)      |                     |
| 75                  | Koos Moerenhout (NED)  |                     |
| 76                  | Gert Steegmans (BEL)   |                     |
| 77                  | Tom Steels (BEL)       |                     |
| 78                  | Léon van Bon (NED)     |                     |
| 79                  | Preben Van Hecke (BEL) |                     |

| Discovery Channel DSC | Discovery Channel DSC  | Discovery Channel DSC |
| --------------------- | ---------------------- | --------------------- |
| Num                   | Coureur                | Pos                   |
| 81                    | José Azevedo (POR)     |                       |
| 82                    | Manuel Beltrán (ESP)   |                       |
| 83                    | Tom Danielson (USA)    |                       |
| 84                    | Stijn Devolder (BEL)   |                       |
| 85                    | Leif Hoste (BEL)       |                       |
| 86                    | Benoît Joachim (LUX)   |                       |
| 87                    | Benjamín Noval (ESP)   |                       |
| 88                    | Michael Barry (CAN)    |                       |
| 89                    | Max van Heeswijk (NED) |                       |

| Domina Vacanze-De Nardi DOM | Domina Vacanze-De Nardi DOM | Domina Vacanze-De Nardi DOM |
| --------------------------- | --------------------------- | --------------------------- |
| Num                         | Coureur                     | Pos                         |
| 91                          | Simone Cadamuro (ITA)       |                             |
| 92                          | Alessandro Cortinovis (ITA) |                             |
| 93                          | Matej Jurčo (SVK)           |                             |
| 94                          | Angelo Furlan (ITA)         |                             |
| 95                          | Sergio Ghisalberti (ITA)    |                             |
| 96                          | Ruslan Ivanov (MDA)         |                             |
| 97                          | Mirco Lorenzetto (ITA)      |                             |
| 98                          | Rafael Nuritdinov (UZB)     |                             |
| 99                          | Luca Solari (ITA)           |                             |

| Euskaltel-Euskadi EUS | Euskaltel-Euskadi EUS    | Euskaltel-Euskadi EUS |
| --------------------- | ------------------------ | --------------------- |
| Num                   | Coureur                  | Pos                   |
| 101                   | Aitor González (ESP)     |                       |
| 102                   | Markel Irizar (ESP)      |                       |
| 103                   | Gorka González (ESP)     |                       |
| 104                   | Roberto Laiseka (ESP)    |                       |
| 105                   | David López García (ESP) |                       |
| 106                   | Egoi Martínez (ESP)      |                       |
| 107                   | Iban Mayo (ESP)          |                       |
| 108                   | Aketza Peña (ESP)        |                       |
| 109                   | Samuel Sánchez (ESP)     |                       |

| Fassa Bortolo FAS | Fassa Bortolo FAS             | Fassa Bortolo FAS |
| ----------------- | ----------------------------- | ----------------- |
| Num               | Coureur                       | Pos               |
| 111               | Fabio Baldato (ITA)           |                   |
| 112               | Juan Antonio Flecha (ESP)     |                   |
| 113               | Lorenzo Bernucci (ITA)        |                   |
| 114               | Alberto Ongarato (ITA)        |                   |
| 115               | Alessandro Petacchi (ITA)     |                   |
| 116               | Fabio Sacchi (ITA)            |                   |
| 117               | Julián Sánchez Pimienta (ESP) |                   |
| 118               | Matteo Tosatto (ITA)          |                   |
| 119               | Marco Velo (ITA)              |                   |

| La Française des jeux FDJ | La Française des jeux FDJ | La Française des jeux FDJ |
| ------------------------- | ------------------------- | ------------------------- |
| Num                       | Coureur                   | Pos                       |
| 121                       | Ludovic Auger (FRA)       |                           |
| 122                       | Frédéric Guesdon (FRA)    |                           |
| 123                       | Bernhard Eisel (AUT)      |                           |
| 124                       | Frédéric Finot (FRA)      |                           |
| 125                       | Bradley McGee (AUS)       |                           |
| 126                       | Ian McLeod (RSA)          |                           |
| 127                       | Jérémy Roy (FRA)          |                           |
| 128                       | Benoît Vaugrenard (FRA)   |                           |
| 129                       | Jussi Veikkanen (FIN)     |                           |

| Gerolsteiner GST | Gerolsteiner GST        | Gerolsteiner GST |
| ---------------- | ----------------------- | ---------------- |
| Num              | Coureur                 | Pos              |
| 131              | René Haselbacher (AUT)  |                  |
| 132              | Heinrich Haussler (GER) |                  |
| 133              | Sven Montgomery (SUI)   |                  |
| 134              | Volker Ordowski (GER)   |                  |
| 135              | Uwe Peschel (GER)       |                  |
| 136              | Matthias Russ (GER)     |                  |
| 137              | Torsten Schmidt (GER)   |                  |
| 138              | Marcel Strauss (SUI)    |                  |
| 139              | Thomas Ziegler (GER)    |                  |

| Lampre-Caffita LAM | Lampre-Caffita LAM       | Lampre-Caffita LAM |
| ------------------ | ------------------------ | ------------------ |
| Num                | Coureur                  | Pos                |
| 141                | Gilberto Simoni (ITA)    |                    |
| 142                | Giosuè Bonomi (ITA)      |                    |
| 143                | Giuliano Figueras (ITA)  |                    |
| 144                | Juan Fuentes (ESP)       |                    |
| 145                | Gerrit Glomser (AUT)     |                    |
| 146                | Marco Marzano (ITA)      |                    |
| 147                | Andreas Matzbacher (AUT) |                    |
| 148                | Sylwester Szmyd (POL)    |                    |
| 149                | Patxi Vila (ESP)         |                    |

| Liquigas-Bianchi LIQ | Liquigas-Bianchi LIQ    | Liquigas-Bianchi LIQ |
| -------------------- | ----------------------- | -------------------- |
| Num                  | Coureur                 | Pos                  |
| 151                  | Magnus Bäckstedt (SWE)  |                      |
| 152                  | Patrick Calcagni (SUI)  |                      |
| 153                  | Mauro Gerosa (ITA)      |                      |
| 154                  | Marcus Ljungqvist (SWE) |                      |
| 155                  | Devis Miorin (ITA)      |                      |
| 156                  | Oscar Mason (ITA)       |                      |
| 157                  | Matej Mugerli (SLO)     |                      |
| 158                  | Charles Wegelius (GBR)  |                      |
| 159                  | Marco Zanotti (ITA)     |                      |

| Quick Step-Innergetic QSI | Quick Step-Innergetic QSI      | Quick Step-Innergetic QSI |
| ------------------------- | ------------------------------ | ------------------------- |
| Num                       | Coureur                        | Pos                       |
| 161                       | Paolo Bettini (ITA)            |                           |
| 162                       | Tom Boonen (BEL)               |                           |
| 163                       | Kevin De Weert (BEL)           |                           |
| 164                       | José Antonio Garrido (ESP)     |                           |
| 165                       | Juan Miguel Mercado (ESP)      |                           |
| 166                       | Jurgen Van Goolen (BEL)        |                           |
| 167                       | José Antonio Pecharromán (ESP) |                           |
| 168                       | Guido Trenti (ITA)             |                           |
| 169                       | Rik Verbrugghe (BEL)           |                           |

| Rabobank RAB | Rabobank RAB            | Rabobank RAB |
| ------------ | ----------------------- | ------------ |
| Num          | Coureur                 | Pos          |
| 171          | Denis Menchov (RUS)     |              |
| 172          | Jan Boven (NED)         |              |
| 173          | Bram de Groot (NED)     |              |
| 174          | Mathew Hayman (AUS)     |              |
| 175          | Pedro Horrillo (ESP)    |              |
| 176          | Alexandr Kolobnev (RUS) |              |
| 177          | Niels Scheuneman (NED)  |              |
| 178          | Jukka Vastaranta (FIN)  |              |
| 179          | Thorwald Veneberg (NED) |              |

| Relax-Fuenlabrada ___ | Relax-Fuenlabrada ___    | Relax-Fuenlabrada ___ |
| --------------------- | ------------------------ | --------------------- |
| Num                   | Coureur                  | Pos                   |
| 181                   | Nacor Burgos (ESP)       |                       |
| 182                   | Moisés Dueñas (ESP)      |                       |
| 183                   | José Miguel Elías (ESP)  |                       |
| 184                   | Xavier Florencio (ESP)   |                       |
| 185                   | Jorge García Marín (ESP) |                       |
| 186                   | Josep Jufré (ESP)        |                       |
| 187                   | Daniel Moreno (ESP)      |                       |
| 188                   | Luis Pasamontes (ESP)    |                       |
| 189                   | Freddy González (COL)    |                       |

| Saunier Duval-Prodir SDV | Saunier Duval-Prodir SDV  | Saunier Duval-Prodir SDV |
| ------------------------ | ------------------------- | ------------------------ |
| Num                      | Coureur                   | Pos                      |
| 191                      | David Cañada (ESP)        |                          |
| 192                      | Ángel Gómez (ESP)         |                          |
| 193                      | Íñigo Cuesta (ESP)        |                          |
| 194                      | David de la Fuente (ESP)  |                          |
| 195                      | Rafael Casero (ESP)       |                          |
| 196                      | Leonardo Piepoli (ITA)    |                          |
| 197                      | Joaquim Rodríguez (ESP)   |                          |
| 198                      | Francisco Ventoso (ESP)   |                          |
| 199                      | Constantino Zaballa (ESP) |                          |

| CSC | CSC                         | CSC |
| --- | --------------------------- | --- |
| Num | Coureur                     | Pos |
| 201 | Carlos Sastre (ESP)         |     |
| 202 | Manuel Calvente (ESP)       |     |
| 203 | Linus Gerdemann (GER)       |     |
| 204 | Allan Johansen (DEN)        |     |
| 205 | Giovanni Lombardi (ITA)     |     |
| 206 | Andrea Peron (ITA)          |     |
| 207 | Jakob Piil (DEN)            |     |
| 208 | Nicki Sørensen (DEN)        |     |
| 209 | Christian Vande Velde (USA) |     |

| T-Mobile TMO | T-Mobile TMO              | T-Mobile TMO |
| ------------ | ------------------------- | ------------ |
| Num          | Coureur                   | Pos          |
| 211          | Óscar Sevilla (ESP)       |              |
| 212          | Rolf Aldag (GER)          |              |
| 213          | Marcus Burghardt (GER)    |              |
| 214          | André Korff (GER)         |              |
| 215          | Andreas Klier (GER)       |              |
| 216          | Bernhard Kohl (AUT)       |              |
| 217          | Francisco José Lara (ESP) |              |
| 218          | Daniele Nardello (ITA)    |              |
| 219          | Erik Zabel (GER)          |              |